# Ceratobaeus laeviventris
Ceratobaeus laeviventris är en stekelart som först beskrevs av Alan Parkhurst Dodd 1915.  Ceratobaeus laeviventris ingår i släktet Ceratobaeus och familjen Scelionidae. Inga underarter finns listade i Catalogue of Life.